# Brooklyn 99 – Nemszázas körzet
A Brooklyn 99 – Nemszázas körzet (eredeti cím: Brooklyn Nine-Nine) Emmy- és Golden Globe-díjas amerikai rendőrségi televíziós sorozat. Az egykamerás komédia premierjére 2013. szeptember 17-én került sor a FOX-on. 2018. május 10-én a FOX öt évad után befejezte a sorozatot. A bejelentésre reagálva már másnap, május 11-én az NBC jelentette be, hogy műsorra tűzi a sorozatot, és a hatodik évad tervezett premierje 2019. január 10-én valósul meg. A sorozat az NBC gondozásában összesen még három évadot élt meg. Az tíz részes nyolcadik évad premierjére 2021. augusztus 12-én került sor. Magyarországon a Viasat 3 mutatta be 2014. április 4-én.

## Történet
Brooklynban, a New York-i Rendőrkapitányság képzeletbeli 99-es körzetében működő nyomozócsapat új kapitányt kap Ray Holt (Andre Braugher) személyében. Holt egy szabálykövető, látszólag hűvös, robotszerűen beszélő vezető, akin többnyire nem látható érzelem, ugyanakkor messzemenőkig támogatja beosztottjait. Az egység nyomozói közül kiemelkedik a legtöbb letartóztatást végrehajtó, tehetséges, ugyanakkor a szabályokkal kevéssé törődő, gyakran gyerekes viselkedésű Jake Peralta (Andy Samberg), aki a letartóztatások számában versenyez a hét fivér között felnőtt, ezért folyton bizonyítani vágyó Amy Santiagóval (Melissa Fumero). Charles Boyle (Joe Lo Truglio) egy jó, ugyanakkor fura, kissé kétbalkezes nyomozó és foodie, szemben a kemény, érzelemmentes és titokzatos Rosa Diazzal (Stephanie Beatriz). Terry Jeffords (Terry Crews) őrmesterhez futnak be a nyomozók jelentései. Az őrmester, aki korábban már dolgozott együtt az új kapitánnyal, irodai munkára kérte magát miután a feleségével ikerlányai születtek és azóta aggódik, hogy valami rossz történik vele. A kapitány szarkasztikus stílusú adminisztrátora Gina Linetti (Chelsea Peretti) civil adatrögzítő, aki élete értelmét bármi másban inkább igyekszik megtalálni, mint a munkájában.
A sorozat humoros formában mutatja be a nyomozócsapat nem hétköznapi munkáját, ügyeit és a nyomozók életét.

## Szereplők

### Főszereplők
| Szereplő                              | Eredeti hang         | Magyar hang   | Magyar hang   | Magyar hang   | Magyar hang    | Magyar hang    | Magyar hang    | Magyar hang    | Magyar hang    |
| Szereplő                              | Eredeti hang         | 1. évad       | 2. évad       | 3. évad       | 4. évad        | 5. évad        | 6. évad        | 7. évad        | 8. évad        |
| ------------------------------------- | -------------------- | ------------- | ------------- | ------------- | -------------- | -------------- | -------------- | -------------- | -------------- |
| Jacob "Jake" Peralta nyomozó          | Andy Samberg         | Kovács Lehel  | Kovács Lehel  | Kovács Lehel  | Kovács Lehel   | Kovács Lehel   | Kovács Lehel   | Kovács Lehel   | Kovács Lehel   |
| Rosa Diaz nyomozó                     | Stephanie Beatriz    | Balogh Anna   | Balogh Anna   | Balogh Anna   | Balogh Anna    | Balogh Anna    | Balogh Anna    | Balogh Anna    | Balogh Anna    |
| Terence "Terry" Jeffords őrmester     | Terry Crews          | Sarádi Zsolt  | Sarádi Zsolt  | Sarádi Zsolt  | Sarádi Zsolt   | Sarádi Zsolt   | Sarádi Zsolt   | Sarádi Zsolt   | Bognár Tamás   |
| Amy Santiago nyomozó, később őrmester | Melissa Fumero       | Pálmai Anna   | Pálmai Anna   | Pálmai Anna   | Pálmai Anna    | Pálmai Anna    | Pálmai Anna    | Pálmai Anna    | Pálmai Anna    |
| Charles Boyle nyomozó                 | Joe Lo Truglio       | Lippai László | Lippai László | Lippai László | Lippai László  | Lippai László  | Lippai László  | Lippai László  | Lippai László  |
| Regina "Gina" Linetti adminisztrátor  | Chelsea Peretti      | Pálfi Kata    | Pálfi Kata    | Pálfi Kata    | Pálfi Kata     | Pálfi Kata     | Pálfi Kata     | Pálfi Kata     | Pálfi Kata     |
| Raymond Jacob "Ray" Holt kapitány     | Andre Braugher       | Jakab Csaba   | Jakab Csaba   | Jakab Csaba   | Jakab Csaba    | Jakab Csaba    | Jakab Csaba    | Jakab Csaba    | Jakab Csaba    |
| Michael Hitchcock nyomozó             | Dirk Blocker         | Benkő Péter   | Benkő Péter   | Benkő Péter   | Harsányi Gábor | Harsányi Gábor | Harsányi Gábor | Harsányi Gábor | Harsányi Gábor |
| Norman "Norm" Scully nyomozó          | Joel McKinnon Miller | Papp János    | Papp János    | Papp János    | Faragó András  | Faragó András  | Faragó András  | Faragó András  | Faragó András  |

### Főcím
- Nagy Sándor (1-3. évad)
- Endrédi Máté (4. évadtól)

### Visszatérő szereplők
- Patton Oswalt (Boone tűzoltóparancsnok - magyar hangja: Pálfai Péter)
- Dean Winters (Keith Pembroke nyomozó, a Keselyű - magyar hangja: Debreczeny Csaba)
- Craig Robinson (Doug Judy, a Pontiac tolvaj - magyar hangja: ifj. Jászai László)
- Marilu Henner (Vivian Ludley, Charles barátnője - magyar hangja: Szórádi Erika)
- Marc Evan Jackson (Kevin Cozner, Holt házastársa - magyar hangja: Hirtling István)
- Kyle Bornheimer (Teddy Wells nyomozó - magyar hangja: Zöld Csaba)
- James M. Connor (Podolski rendőrkapitány-helyettes - magyar hangja: Rosta Sándor)
- Michael G. Hagerty (McGinley kapitány, a 99-es körzet korábbi vezetője)
- Kyra Sedgwick (Madeline Wuntch főtiszthelyettes - magyar hangja: Götz Anna)
- Eva Longoria (Sophia Perez, védőügyvéd, Jake barátnője - magyar hangja: Szávai Viktória)
- Stephen Root (Lynn Boyle, Charles apja - magyar hangja: Imre István)
- Sandra Bernhard (Darlene Linetti, Gina anyja)
- Bradley Whitford (Roger Peralta kapitány, Jake apja)
- Nick Cannon (Marcus, Holt unokaöccse)
- Chris Parnell (Geoffrey Hoytsman, Sophia Perez főnöke - magyar hangja: Görög László)
- Jamal Duff (Zeke, Jeffords őrmester sógora - magyar hangja: Bognár Tamás)
- Mary Lynn Rajskub (Genevieve Mirren-Carter)
- Jason Mantzoukas (Adrian Pimento - magyar hangja: Karácsonyi Zoltán)
- Aida Turturro (Maura Figgis)
- Dennis Haysbert (Bob Annderson, Holt korábbi társa - magyar hangja: Vass Gábor)

### Vendégszereplők
- Fred Armisen (Mlepnos)
- Andy Richter
- Stacy Keach (Jimmy Brogan)
- Kid Cudi (Dustin Whitman)
- Adam Sandler (magyar hangja: Csőre Gábor)
- Joe Theismann
- Jenny Slate (Bianca)
- Dan Bakkedahl (Andrew Miller hadnagy)
- Ed Helms (Jack Danger - magyar hangja: Epres Attila)
- Nick Kroll (Kendrick ügynök)
- Garret Dillahunt (Dave Majors nyomozó)
- Bill Hader (Seth Dozerman kapitány - magyar hangja: Szabó Máté)
- Neil deGrasse Tyson
- Kathryn Hahn (Eleanor)
- Katey Sagal (Karen Peralta, Jake anyja)
- Damon Wayans Jr. (Stevie Schillens nyomozó, Jake korábbi társa)
- Nick Offerman (Frederick, Holt kapitány korábbi párja)
- Rhea Perlman (Estelle)
- Eric Roberts (Jimmy "The Butcher" Figgis)
- Jimmy Smits (Victor Santiago, Amy apja - magyar hangja: Bognár Zsolt / Kőszegi Ákos)
- Zooey Deschanel (Jess Day az Új csajból)
- Gina Gershon (Melanie Hawkins hadnagy - magyar hangja: Détár Enikő)

## Díjak
- Golden Globe-díj (2014) – Legjobb televíziós sorozat – musical és vígjáték kategória: Brooklyn Nine-Nine
- Golden Globe-díj (2014) – Legjobb televíziós sorozat – musical és vígjáték kategória – legjobb színész: Andy Samberg
- American Comedy Awards (2014) – Comedy Actor – TV: Andy Samberg
- Critics' Choice Television Awards (2014) – Best Supporting Actor in a Comedy Series: Andre Braugher
- Emmy-díj (Creative Arts Emmy Awards, 2014) – Outstanding Stunt Coordination for a Comedy Series or Variety Program: Brooklyn Nine-Nine
- NHMC Impact Awards (2015) – Outstanding Achievements and Contributions to the Positive Portrayals of Latinos in Media: Melissa Fumero
- Emmy-díj (Creative Arts Emmy Awards, 2015) – Outstanding Stunt Coordination for a Comedy Series or Variety Program: Brooklyn Nine-Nine
- Televíziós kritikusok díja (Critics' Choice Television Awards, 2016) – Best Supporting Actor in a Comedy Series: Andre Braugher

## Jelölések
- Teen Choice Awards (2015) - Legjobb Tv színész, vígjáték kategória: Andy Samberg
- Teen Choice Awards (2014) - Legjobb Tv színész, vígjáték kategória: Andy Samberg

## Epizódok
| Évad | Évad | Részek száma | Részek száma | Eredeti sugárzás     | Eredeti sugárzás     | Eredeti adó | Magyar sugárzás     | Magyar sugárzás      | Magyar adó         |
| Évad | Évad | Részek száma | Részek száma | Évadbemutató         | Évadzáró             | Eredeti adó | Évadbemutató        | Évadzáró             | Magyar adó         |
| ---- | ---- | ------------ | ------------ | -------------------- | -------------------- | ----------- | ------------------- | -------------------- | ------------------ |
|      | 1.   | 22           | 22           | 2013. szeptember 17. | 2014. március 25.    | Fox         | 2014. április 4.    | 2014. június 13.     | Viasat 3           |
|      | 2.   | 23           | 23           | 2014. szeptember 28. | 2015. május 17.      | Fox         | 2015. augusztus 17. | 2015. szeptember 17. | Viasat 3           |
|      | 3.   | 23           | 23           | 2015. szeptember 27. | 2016. április 19.    | Fox         | 2016. november 24.  | 2017. február 9.     | Viasat 6           |
|      | 4.   | 22           | 22           | 2016. szeptember 20. | 2017. május 23.      | Fox         | 2017. július 5.     | 2017. augusztus 3.   | Viasat 6           |
|      | 5.   | 22           | 22           | 2017. szeptember 26. | 2018. május 20.      | Fox         | 2018. június 10.    | 2018. július 14.     | Sony Movie Channel |
|      | 6.   | 18           | 18           | 2019. január 10.     | 2019. május 16.      | NBC         | 2019. június 29.    | 2019. július 27.     | Sony Movie Channel |
|      | 7.   | 13           | 13           | 2020. február 6.     | 2020. április 23.    | NBC         | 2020. november 14.  | 2020. december 19.   | Viasat 6           |
|      | 8.   | 10           | 10           | 2021. augusztus 12.  | 2021. szeptember 16. | NBC         | 2022. április 19.   | 2022. április 28.    | Viasat 6           |

## Fordítás
- Ez a szócikk részben vagy egészben  a   Brooklyn Nine-Nine című angol Wikipédia-szócikk ezen változatának fordításán alapul.  Az eredeti cikk szerkesztőit annak laptörténete sorolja fel. Ez a jelzés csupán a megfogalmazás eredetét és a szerzői jogokat jelzi, nem szolgál a cikkben szereplő információk forrásmegjelöléseként.